# Real Bout Fatal Fury
Real Bout Fatal Fury, lanzado en Japón como Real Bout Garou Densetsu (リアルバウト餓狼伝説 Riaru Bauto Garō Densetsu?, "Real Bout Legend of the Hungry Wolf") es un videojuego de lucha lanzado a finales de 1995, desarrollado por SNK para la plataforma arcade Neo-Geo teniendo versiones caseras posteriores. Es la quinta entrega de la serie Fatal Fury.

## Argumento
Una traducción aproximada de la historia oficial, según lo informado por SNK, es la siguiente:
Con la lucha por ellos, el gobernante Geese Howard tiene los rollos Jin en sus manos.
«Jejeje... esto significa que tengo los tres pergaminos en mi poder...» Él rápidamente se da vuelta hacia el hombre con la bandana.
«Billy, deshágase de ellos.»
«¿Por qué razón, señor?»
«Ninguno de estos pergaminos tendrá ninguno de los secretos que necesito, es suficiente ser considerado como el más fuerte por obtener estos rollos legendarios, eso es todo, siempre y cuando sepa que soy la primera persona que los ha recogido en sus 2.000 años de historia, nunca tendré un uso para ellos.»
«Pero aún así, aunque no los deseche...»
«Estos pergaminos tienen un significado diferente con esos hermanos Jin. No quiero entender de lo que son capaces en sus manos.»
«... Incluso el nuevamente resucitado Geese tiene algo que teme entonces...»
«No me malinterpretes, incluso el Geese Howard resucitado de la oscuridad no quiere repetir los mismos errores... Como con esos estúpidos Bogards...»
Billy Kane estaba petrificado y no podía hablar contra las llamas de odio oscuro que ardían dentro de Geese. Geese cierra los ojos profundamente y se mueve para mirar fuera de la ventana.
«Billy, ¿cómo es la reacción actual de la ciudad?»
«Señor, están asustados por su aparente derrota», respondió Billy.
«¿Están en orden los arreglos para King of Fighters?»
«Sí, señor. Kim Kapwhan, Duck King, y todos los demás receptores parecieron haber respondido positivamente.»
«Jeje... ese último torneo no me ha beneficiado en absoluto, es hora de recordarles que Geese Howard es el único gobernante de esta ciudad.»
Su largo silencio quebró, las luces de la Torre de Geese se encendían. Cuando los colmillos del lobo están sedientos de sangre, un escalofrío puede sentirse en toda la ciudad.
Luego de robar los rollos Jin de la inmortalidad, Geese Howard toma el control de South Town una vez más. ¡Él organiza un nuevo torneo de King of Fighters e invita a su archienemigo Terry Bogard, para resolver su lucha de una vez por todas!

## Personajes
El juego retiene el elenco de Fatal Fury 3, con los jefes finales ahora elegibles. Duck King, Billy Kane y Kim Kaphwan son agregados a la plantilla de personajes. Geese Howard repite su papel de como el jefe final de juego.
| - Terry Bogard - Andy Bogard - Joe Higashi - Kim Kaphwan - Mai Shiranui - Blue Mary - Duck King - Jin Chonshu - Jin Chonrei - Ryuji Yamazaki - Hon Fu - Bob Wilson - Franco Bash - Sokaku Mochizuki - Billy Kane - Geese Howard |

El juego fue la última aparición de Geese Howard en la línea de tiempo de Fatal Fury, mostrando el deceso del personaje a manos de Terry o Andy, al caer de su propio rascacielos. Esto fue reflejado por el lema «So long, Geese!» (さらば、ギース Saraba, Gīsu?, ¡Hasta la vista, Geese!) que acompañó al juego.[cita requerida] Las apariciones de Geese en Real Bout Fatal Fury Special y Real Bout Fatal Fury 2 no son canónicas pues esto juegos son «encuentros de ensueño». Sus apariciones en The King of Fighters siguen una línea temporal distinta en Garou: Mark of The Wolves